# Stanisław Medwedenko
Stanisław Jurijowycz Medwedenko, ps. Sława (ukr. Станіслав Юрійович Медведенко; ur. 4 kwietnia 1979 w Karapyszach) – ukraiński koszykarz, występujący na pozycji skrzydłowego, dwukrotny mistrz NBA z 2001 i 2002 roku.

## Osiągnięcia
NBA
- 2-krotny mistrz NBA (2001, 2002)[1]
- Wicemistrz NBA (2004)[1]

Inne
- Mistrz Ukrainy (2000)
- Wicemistrz Ukrainy (1998)
- Brązowy medalista mistrzostw Ukrainy (1997)

Reprezentacja
- Uczestnik
  - mistrzostw Europy (2005 – 13. miejsce)[2]
  - kwalifikacji do mistrzostw Europy:
    - 1999, 2001[2]
    - U–18 (1996)[2]